# CEV Champions League 2011-2012 (maschile)
La CEV Champions League 2011-2012 è stata la 53ª edizione del massimo torneo pallavolistico europeo, e come ogni anno è stata organizzata dalla Confédération Européenne de Volleyball (CEV).

## Sistema di qualificazione
All'edizione del 2011-2012 prendono parte 24 squadre provenienti dalle 54 federazioni affiliate alla CEV. Per ogni federazione partecipa un certo numero di club a seconda della Ranking List aggiornata annualmente; federazioni con un coefficiente maggiore avranno più club rispetto a quelle con un punteggio minore. Il massimo di compagini per ogni nazione è di tre, privilegio riservato per questa edizione solo all'Italia.

Di seguito è riportato lo schema di qualificazione (su base Ranking List 2010):
- Posizione 1 ( Italia): 3 squadre
- Posizioni 2-7 ( Russia,  Grecia,  Polonia,  Francia,  Belgio,  Turchia): 2 squadre
- Posizioni 8-14 ( Spagna,  Germania,  Austria,  Slovenia,  Serbia,  Rep. Ceca,  Paesi Bassi): 1 squadra

Nonostante il Ranking CEV non sono state invitate squadre dai Paesi Bassi ed è stata invitata una sola squadra proveniente dalla Grecia. Le wild cards sono state concesse alla Bulgaria, alla Germania, al Montenegro e alla Romania.

## Date
| 1º luglio 2011              | Sorteggio fase a gironi         |
| 18-20 ottobre 2011          | Fase a gironi, prima giornata   |
| 25-27 ottobre 2011          | Fase a gironi, seconda giornata |
| 13-15 dicembre 2011         | Fase a gironi, terza giornata   |
| 20-22 dicembre 2011         | Fase a gironi, quarta giornata  |
| 10-12 gennaio 2012          | Fase a gironi, quinta giornata  |
| 18 gennaio 2012             | Fase a gironi, sesta giornata   |
| 19 gennaio 2012             | Sorteggio fase finale           |
| 31 gennaio-1º febbraio 2012 | Playoff a 12, andata            |
| 8 febbraio 2012             | Playoff a 12, ritorno           |
| 21-23 febbraio 2012         | Playoff a 6, andata             |
| 28 febbraio-1º marzo 2012   | Playoff a 6, ritorno            |
| 17 marzo 2012               | Final Four, semifinali          |
| 18 marzo 2012               | Final Four, finali              |

## Fase a gironi
Il sorteggio per la definizione dei gironi della prima fase si è tenuto il 1º luglio 2011 a Vienna, contemporaneamente con la definizione dei gironi della Champions League femminile.

### Gironi
| Gruppo A - Maaseik - Īraklīs Salonicco - Arkas - CSKA Sofia Gruppo B - Zenit Kazan - Asse-Lennik - VfB Friedrichshafen - Remat Zalău Gruppo C - Trentino Diatec - Kędzierzyn-Koźle - Cai Teruel - Partizan Belgrado | Gruppo D - Stade Poitevin - Bre Banca Lannutti Cuneo - Generali Unterhaching - Jihostroj České Budějovice Gruppo E - Fenerbahçe Istanbul - Lokomotiv Novosibirsk - Hypo Tirol Innsbruck - Lube Banca Marche Macerata Gruppo F - PGE Skra Bełchatów - Tours VB - ACH Volley Lubiana - Budvanska Rivijera Budva |

### Risultati
| Gruppo A |                   |     |                                   |
|          |                   |     |                                   |
| 19-10    | Salonicco-Maaseik | 3-2 | 25-23, 27-25, 14-25, 22-25, 15-11 |
| 19-10    | Izmir-Sofia       | 3-1 | 20-25, 25-21, 25-11, 25-13        |
| 25-10    | Sofia-Salonicco   | 0-3 | 19-25, 21-25, 21-25               |
| 25-10    | Maaseik-Izmir     | 3-1 | 23-25, 27-25, 25-20, 25-21        |
| 13-12    | Maaseik-Sofia     | 3-1 | 25-27, 25-16, 25-22, 25-20        |
| 14-12    | Salonicco-Izmir   | 0-3 | 19-25, 21-25, 23-25               |
| 20-12    | Sofia-Maaseik     | 2-3 | 26-24, 16-25, 25-16, 20-25, 12-15 |
| 21-12    | Izmir-Salonicco   | 3-1 | 25-27, 25-22, 25-14, 29-27        |
| 11-1     | Izmir-Maaseik     | 3-1 | 25-27, 29-27, 25-23, 25-20        |
| 11-1     | Salonicco-Sofia   | 3-1 | 25-21, 25-19, 16-25, 25-21        |
| 18-1     | Sofia-Izmir       | 0-3 | 17-25, 23-25, 19-25               |
| 18-1     | Maaseik-Salonicco | 3-0 | 25-17, 25-14, 25-16               |

| Gruppo B |                             |     |                                   |
|          |                             |     |                                   |
| 18-10    | Asse-Lennik-Zalau           | 3-2 | 23-25, 25-18, 23-25, 25-20, 15-13 |
| 19-10    | Kazan-Friedrichshafen       | 3-0 | 25-20, 25-23, 25-22               |
| 25-10    | Zalau-Kazan                 | 0-3 | 22-25, 16-25, 22-25               |
| 26-10    | Friedrichshafen-Asse-Lennik | 3-1 | 25-27, 29-27, 42-40, 25-18        |
| 14-12    | Kazan-Asse-Lennik           | 3-0 | 25-21, 25-21, 25-18               |
| 14-12    | Friedrichshafen-Zalau       | 3-0 | 25-22, 25-16, 25-17               |
| 20-12    | Asse-Lennik-Kazan           | 2-3 | 21-25, 25-19, 12-25, 25-22, 14-16 |
| 21-12    | Zalau-Friedrichshafen       | 1-3 | 25-23, 22-25, 23-25, 25-27        |
| 10-1     | Asse-Lennik-Friedrichshafen | 1-3 | 30-32, 23-25, 25-20, 21-25        |
| 11-1     | Kazan-Zalau                 | 3-0 | 25-21, 25-20, 25-20               |
| 18-1     | Zalau-Asse-Lennik           | 3-0 | 25-20, 25-20, 25-20               |
| 18-1     | Friedrichshafen-Kazan       | 3-2 | 18-25, 25-18, 25-20, 21-25, 15-7  |

| Gruppo C |                             |     |                                   |
|          |                             |     |                                   |
| 19-10    | Kedzierzyn-Kozle-Belgrado   | 3-1 | 25-20, 25-18, 21-25, 25-16        |
| 20-10    | Trentino-Cai Teruel         | 3-0 | 25-22, 26-24, 25-14               |
| 25-10    | Belgrado-Trentino           | 0-3 | 18-25, 14-25, 19-25               |
| 26-10    | Cai Teruel-Kedzierzyn-Kozle | 1-3 | 22-25, 16-25, 28-26, 24-26        |
| 14-12    | Trentino-Kedzierzyn-Kozle   | 2-3 | 23-25, 17-25, 25-23, 26-24, 17-19 |
| 14-12    | Cai Teruel-Belgrado         | 3-1 | 25-14, 25-14, 18-25, 26-24        |
| 20-12    | Belgrado-Cai Teruel         | 3-2 | 25-18, 25-27, 25-23, 17-25, 15-12 |
| 22-12    | Kedzierzyn-Kozle-Trentino   | 0-3 | 20-25, 21-25, 9-25                |
| 10-1     | Kedzierzyn-Kozle-Cai Teruel | 3-0 | 25-14, 26-24, 25-15               |
| 11-1     | Trentino-Belgrado           | 3-0 | 25-16, 25-20, 25-20               |
| 18-1     | Belgrado-Kedzierzyn-Kozle   | 2-3 | 25-23, 18-25, 25-20, 23-25, 16-18 |
| 18-1     | Cai Teruel-Trentino         | 0-3 | 22-25, 16-25, 20-25               |

| Gruppo D |                         |     |                                   |
|          |                         |     |                                   |
| 19-10    | Budějovice-Poitiers     | 1-3 | 20-25, 25-22, 14-25, 20-25        |
| 19-10    | Unterhaching-Cuneo      | 1-3 | 25-16, 16-25, 23-25, 23-25        |
| 26-10    | Cuneo-Budějovice        | 0-3 | 28-30, 20-25, 23-25               |
| 27-10    | Poitiers-Unterhaching   | 3-1 | 18-25, 25-21, 28-26, 25-23        |
| 13-12    | Budějovice-Unterhaching | 1-3 | 25-18, 21-25, 20-25, 20-25        |
| 13-12    | Poitiers-Cuneo          | 0-3 | 19-25, 15-25, 17-25               |
| 21-12    | Cuneo-Poitiers          | 3-0 | 25-18, 28-26, 25-18               |
| 21-12    | Unterhaching-Budějovice | 3-2 | 25-21, 20-25, 23-25, 25-22, 15-8  |
| 11-1     | Unterhaching-Poitiers   | 2-3 | 16-25, 26-24, 22-25, 25-14, 11-15 |
| 11-1     | Budějovice-Cuneo        | 0-3 | 18-25, 22-25, 21-25               |
| 18-1     | Cuneo-Unterhaching      | 0-3 | 24-26, 13-25, 26-28               |
| 18-1     | Poitiers-Budějovice     | 3-1 | 25-18, 25-23, 23-25, 25-21        |

| Gruppo E |                       |     |                                   |
|          |                       |     |                                   |
| 20-10    | Innsbruck-Istanbul    | 1-3 | 22-25, 15-25, 25-21, 16-25        |
| 20-10    | Macerata-Novosibirsk  | 3-1 | 19-25, 25-21, 25-21, 25-22        |
| 26-10    | Novosibirsk-Innsbruck | 3-0 | 25-19, 25-19, 25-20               |
| 26-10    | Istanbul-Macerata     | 3-2 | 25-22, 28-26, 25-27, 25-27, 15-13 |
| 13-12    | Istanbul-Novosibirsk  | 0-3 | 20-25, 21-25, 23-25               |
| 15-12    | Innsbruck-Macerata    | 1-3 | 25-18, 15-25, 23-25, 20-25        |
| 20-12    | Macerata-Innsbruck    | 3-1 | 23-25, 25-23, 25-21, 25-21        |
| 21-12    | Novosibirsk-Istanbul  | 3-0 | 25-17, 25-18, 25-15               |
| 11-1     | Macerata-Istanbul     | 3-0 | 25-21, 25-21, 28-26               |
| 12-1     | Innsbruck-Novosibirsk | 2-3 | 15-25, 25-22, 25-21, 19-25, 13-15 |
| 18-1     | Novosibirsk-Macerata  | 3-1 | 25-21, 32-30, 28-30, 25-17        |
| 18-1     | Istanbul-Innsbruck    | 3-0 | 25-17, 25-23, 25-15               |

| Gruppo F |                          |     |                                   |
|          |                          |     |                                   |
| 20-10    | Rivijera Budva-Bełchatów | 0-3 | 21-25, 17-25, 22-25               |
| 20-10    | Tours-Lubiana            | 3-0 | 25-17, 25-19, 25-21               |
| 26-10    | Lubiana-Rivijera Budva   | 3-2 | 20-25, 23-25, 25-18, 25-10, 15-12 |
| 26-10    | Bełchatów-Tours          | 3-1 | 25-22, 25-21, 19-25, 25-22        |
| 14-12    | Bełchatów-Lubiana        | 3-2 | 23-25, 28-30, 25-21, 25-18, 15-12 |
| 15-12    | Rivijera Budva-Tours     | 0-3 | 19-25, 14-25, 20-25               |
| 20-12    | Lubiana-Bełchatów        | 0-3 | 32-34, 18-25, 21-25               |
| 21-12    | Tours-Rivijera Budva     | 3-1 | 25-22, 25-18, 22-25, 25-18        |
| 11-1     | Rivijera Budva-Lubiana   | 0-3 | 26-28, 17-25, 21-25               |
| 12-1     | Tours-Bełchatów          | 3-0 | 25-22, 25-21, 25-24               |
| 18-1     | Lubiana-Tours            | 1-3 | 13-25, 25-23, 21-25, 20-25        |
| 18-1     | Bełchatów-Rivijera Budva | 3-0 | 25-16, 25-15, 25-17               |

### Classifica gironi
| Gruppo A | Gruppo A          | Gruppo A | Partite | Partite | Set | Set | Set   | Punti Set | Punti Set | Punti Set |
| #        | Squadra           | Pt       | V       | P       | V   | P   | Qz    | V         | P         | Qz        |
| -------- | ----------------- | -------- | ------- | ------- | --- | --- | ----- | --------- | --------- | --------- |
| 1        | Arkas             | 15       | 5       | 1       | 16  | 6   | 2,667 | 544       | 479       | 1,136     |
| 2        | Maaseik           | 12       | 4       | 2       | 15  | 10  | 1,500 | 586       | 529       | 1,108     |
| 3        | Īraklīs Salonicco | 8        | 3       | 3       | 10  | 12  | 0,833 | 469       | 510       | 0,920     |
| 4        | CSKA Sofia        | 1        | 0       | 6       | 5   | 18  | 0,278 | 460       | 541       | 0,850     |

| Gruppo B | Gruppo B        | Gruppo B | Partite | Partite | Set | Set | Set   | Punti Set | Punti Set | Punti Set |
| #        | Squadra         | Pt       | V       | P       | V   | P   | Qz    | V         | P         | Qz        |
| -------- | --------------- | -------- | ------- | ------- | --- | --- | ----- | --------- | --------- | --------- |
| 1        | Kazan           | 15       | 5       | 1       | 17  | 5   | 3,400 | 502       | 447       | 1,123     |
| 2        | Friedrichshafen | 14       | 5       | 1       | 15  | 8   | 1,875 | 567       | 531       | 1,068     |
| 3        | Zalău           | 4        | 1       | 5       | 6   | 15  | 0,400 | 447       | 496       | 0,901     |
| 4        | Asse-Lennik     | 3        | 1       | 5       | 7   | 17  | 0,412 | 539       | 581       | 0,928     |

| Gruppo C | Gruppo C    | Gruppo C | Partite | Partite | Set | Set | Set   | Punti Set | Punti Set | Punti Set |
| #        | Squadra     | Pt       | V       | P       | V   | P   | Qz    | V         | P         | Qz        |
| -------- | ----------- | -------- | ------- | ------- | --- | --- | ----- | --------- | --------- | --------- |
| 1        | Trentino    | 16       | 5       | 1       | 17  | 3   | 5,667 | 484       | 391       | 1,238     |
| 2        | Kędz.-Koźle | 13       | 5       | 1       | 15  | 9   | 1,667 | 551       | 512       | 1,076     |
| 3        | Teruel      | 4        | 1       | 5       | 6   | 16  | 0,375 | 460       | 513       | 0,897     |
| 4        | Belgrado    | 3        | 1       | 5       | 7   | 17  | 0,412 | 477       | 556       | 0,858     |

| Gruppo D | Gruppo D       | Gruppo D | Partite | Partite | Set | Set | Set   | Punti Set | Punti Set | Punti Set |
| #        | Squadra        | Pt       | V       | P       | V   | P   | Qz    | V         | P         | Qz        |
| -------- | -------------- | -------- | ------- | ------- | --- | --- | ----- | --------- | --------- | --------- |
| 1        | Cuneo          | 12       | 4       | 2       | 12  | 7   | 1,714 | 453       | 420       | 1,079     |
| 2        | Stade Poitevin | 11       | 4       | 2       | 12  | 11  | 1,091 | 507       | 514       | 0,986     |
| 3        | Unterhaching   | 9        | 3       | 3       | 13  | 12  | 1,083 | 562       | 540       | 1,041     |
| 4        | Č. Budějovice  | 4        | 1       | 5       | 8   | 15  | 0,533 | 494       | 542       | 0,911     |

| Gruppo E | Gruppo E            | Gruppo E | Partite | Partite | Set | Set | Set   | Punti Set | Punti Set | Punti Set |
| #        | Squadra             | Pt       | V       | P       | V   | P   | Qz    | V         | P         | Qz        |
| -------- | ------------------- | -------- | ------- | ------- | --- | --- | ----- | --------- | --------- | --------- |
| 1        | Novosibirsk         | 14       | 5       | 1       | 16  | 6   | 2,667 | 532       | 461       | 1,154     |
| 2        | Macerata            | 13       | 4       | 2       | 15  | 9   | 1,667 | 576       | 558       | 1,032     |
| 3        | Fenerbahçe Istanbul | 8        | 3       | 3       | 9   | 12  | 0,750 | 471       | 476       | 0,990     |
| 4        | Innsbruck           | 1        | 0       | 6       | 5   | 18  | 0,278 | 461       | 545       | 0,846     |

| Gruppo F | Gruppo F       | Gruppo F | Partite | Partite | Set | Set | Set   | Punti Set | Punti Set | Punti Set |
| #        | Squadra        | Pt       | V       | P       | V   | P   | Qz    | V         | P         | Qz        |
| -------- | -------------- | -------- | ------- | ------- | --- | --- | ----- | --------- | --------- | --------- |
| 1        | Tours          | 15       | 5       | 1       | 16  | 5   | 3,200 | 511       | 433       | 1,180     |
| 2        | Bełchatów      | 14       | 5       | 1       | 15  | 6   | 2,500 | 511       | 451       | 1,133     |
| 3        | Lubiana        | 6        | 2       | 4       | 9   | 14  | 0,643 | 499       | 527       | 0,947     |
| 4        | Rivijera Budva | 1        | 0       | 6       | 3   | 18  | 0,167 | 398       | 508       | 0,784     |

## Playoff a 12
I sorteggi per gli accoppiamenti dei playoff a 12 si sono svolti il 19 gennaio 2012 a Lussemburgo ( Lussemburgo) alla presenza del comitato esecutivo della CEV. In quest'occasione è stata anche scelta la città polacca di Łódź come organizzatrice della Final Four. Conseguentemente la squadra della PGE Skra Bełchatów, seconda del girone F, è stata qualificata d'ufficio alle semifinali; il suo posto nel sorteggio è stato preso dalla miglior terza della fase a gironi, la squadra tedesca del Generali Unterhaching, proveniente dal girone D.
| Andata |                          |     |                                   |
|        |                          |     |                                   |
| 1-2    | Kedzierzyn-Kozle-Izmir   | 1-3 | 25-27, 25-23, 16-25, 23-25        |
| 1-2    | Unterhaching-Novosibirsk | 1-3 | 19-25, 25-20, 16-25, 23-25        |
| 1-2    | Macerata-Cuneo           | 0-3 | 20-25, 24-26, 22-25               |
| 31-1   | Maseeik-Trentino         | 0-3 | 18-25, 22-25, 18-25               |
| 1-2    | Friedrichshafen-Tours    | 3-0 | 29-27, 25-18, 25-21               |
| 1-2    | Poitiers-Kazan           | 2-3 | 20-25, 25-23, 25-22, 23-25, 12-15 |

| Ritorno |                          |     |                                                     |
|         |                          |     |                                                     |
| 8-2     | Izmir-Kedzierzyn-Kozle   | 3-0 | 25-23, 25-16, 25-18                                 |
| 8-2     | Novosibirsk-Unterhaching | 3-0 | 25-19, 25-19, 25-16                                 |
| 8-2     | Cuneo-Macerata           | 2-3 | 22-25, 25-20, 25-21, 24-26, 14-16 Golden Set: 14-16 |
| 8-2     | Trentino-Maseeik         | 3-1 | 25-20, 17-25, 25-17, 25-21                          |
| 8-2     | Tours-Friedrichshafen    | 2-3 | 20-25, 25-20, 25-15, 25-27, 14-16                   |
| 8-2     | Kazan-Poitiers           | 3-0 | 25-12, 25-23, 25-19                                 |

## Playoff a 6
Gli accoppiamenti dei playoff a 6 si sono svolti contemporaneamente a quelli dei playoff a 12, il 19 gennaio.
| Andata |                       |     |                                  |
|        |                       |     |                                  |
| 21-2   | Novosibirsk-Izmir     | 3-0 | 25-22, 25-21, 25-23              |
| 22-2   | Macerata-Trentino     | 3-2 | 16-25, 19-25, 25-18, 25-22, 15-9 |
| 22-2   | Kazan-Friedrichshafen | 3-0 | 25-17, 25-21, 25-18              |

| Ritorno |                       |     |                                                     |
|         |                       |     |                                                     |
| 1-3     | Izmir-Novosibirsk     | 3-2 | 25-27, 18-25, 25-22, 25-23, 16-14 Golden Set: 15-11 |
| 1-3     | Trentino-Macerata     | 3-0 | 25-18, 25-22, 25-21 Golden Set: 15-9                |
| 28-2    | Friedrichshafen-Kazan | 0-3 | 21-25, 21-25, 24-26                                 |

## Final Four
La Final Four si è disputata a Łódź ( Polonia), e la sede degli incontri è stata ritrovata nell'Atlas Arena, già sede della Final Four dell'edizione 2009-2010.
Gli accoppiamenti della Final Four, stabiliti dal regolamento CEV, prevedevano che in caso di qualificazione di due squadre della stessa nazione, queste non si potessero incontrare in finale.
|  | Semifinali | Semifinali | Semifinali |       |           | Finale             | Finale             | Finale             |  |
|  |            |            |            |       |           |                    |                    |                    |  |
|  | Bełchatów  | Bełchatów  | 3          |       |           |                    |                    |                    |  |
|  | Bełchatów  | Bełchatów  | 3          |       |           |                    |                    |                    |  |
|  | Arkas      | Arkas      | 0          |       |           |                    |                    |                    |  |
|  | Arkas      | Arkas      | 0          |       | Bełchatów | Bełchatów          | 2                  |                    |  |
|  |            |            |            |       | Bełchatów | Bełchatów          | 2                  |                    |  |
|  |            |            | Kazan      | Kazan | 3         |                    |                    |                    |  |
|  | Trentino   | Trentino   | Kazan      | Kazan | 3         | 1                  |                    |                    |  |
|  | Trentino   | Trentino   |            |       |           | 1                  |                    |                    |  |
|  | Kazan      | Kazan      | 3          |       |           | Finale 3º/4º posto | Finale 3º/4º posto | Finale 3º/4º posto |  |
|  | Kazan      | Kazan      | 3          |       |           |                    |                    |                    |  |
|  |            |            |            |       |           |                    |                    |                    |  |
|  |            |            |            |       |           | Arkas              | Arkas              | 0                  |  |
|  |            |            |            |       |           | Arkas              | Arkas              | 0                  |  |
|  |            |            |            |       |           | Trentino           | Trentino           | 3                  |  |

| Semifinali |                   |     |                            |
|            |                   |     |                            |
| 17-3       | Bełchatów - Izmir | 3-0 | 25-23, 25-21, 28-26        |
| 17-3       | Trentino - Kazan  | 1-3 | 33-31, 20-25, 23-25, 17-25 |

| Finale 3º/4º posto |                  |     |                     |
|                    |                  |     |                     |
| 18-3               | Izmir - Trentino | 0-3 | 20-25, 19-25, 19-25 |

| Finale |                   |     |                                   |
|        |                   |     |                                   |
| 18-3   | Bełchatów - Kazan | 2-3 | 15-25, 25-16, 25-22, 24-26, 15-17 |

### Premi individuali
| Premio                        | Nazionalità | Giocatore         | Squadra        |
| ----------------------------- | ----------- | ----------------- | -------------- |
| MVP                           | Polonia     | Mariusz Wlazły    | Skra Bełchatów |
| Miglior realizzatore          | Russia      | Maksim Michajlov  | Zenit Kazan    |
| Miglior schiacciatore         | Polonia     | Bartosz Kurek     | Skra Bełchatów |
| Miglior ricevitore            | Polonia     | Michał Winiarski  | Skra Bełchatów |
| Miglior giocatore al servizio | Russia      | Maksim Michajlov  | Zenit Kazan    |
| Miglior giocatore a muro      | Russia      | Nikolaj Apalikov  | Zenit Kazan    |
| Miglior palleggiatore         | Italia      | Valerio Vermiglio | Zenit Kazan    |
| Miglior libero                | Russia      | Aleksej Območaev  | Zenit Kazan    |